# スタン・フレイジャー
スタン "ザ・プラウボーイ" フレイジャー（Stan "The Plowboy" Frazier、本名：Stanley Cooper Frazier、1937年8月16日 - 1992年7月1日）は、アメリカ合衆国のプロレスラー。ミシシッピ州パスカグーラ出身。
1960年代は囚人服スタイルの悪役覆面レスラー、ザ・コンビクト（The Convict）のオリジナル版として活躍。1970年代より農夫ギミックのベビーフェイスに転じ、1980年代中盤にはアンクル・エルマー（Uncle Elmer）のリングネームでWWFにも登場した。

## 来歴
ガソリンスタンドの店員を経て、1960年にデビュー。カントリー・プラウボーイ（Country Plowboy）、エド・ヤンガー（Ed Younger）などのリングネームを用い、南部のローカル・テリトリーで活動していた。1968年2月、覆面レスラーのザ・コンビクトに変身し、フレッド・ブラッシーの用心棒としてロサンゼルス地区に出現。ニューヨークのシンシン刑務所を脱獄してきたという設定のもと、囚人服を着たヒールの巨大マスクマンとしてセンセーショナルな存在となり、同地区のスターだったボボ・ブラジルやミル・マスカラスとも対戦した。
1970年4月、日本プロレスに来日。ドン・レオ・ジョナサン、ターザン・タイラー、クリス・マルコフ、ダッチ・サベージ、ネルソン・ロイヤル、ポール・ジョーンズ、パンピロ・フィルポらと共にワールド・リーグ戦の第12回大会に出場した。「馬場より大きい男」として話題を集めたが、リーグ戦では山本小鉄、大熊元司、高千穂明久、ミツ・ヒライなどの中堅や若手からは勝利を収めたものの、トップのジャイアント馬場、アントニオ猪木、坂口征二には歯が立たず、戦績は芳しくなかった。帰米後の6月10日には、ハワイ州ホノルルにてペドロ・モラレスと対戦している。
ザ・コンビクトとして活躍中の1969年より、ビッグ・テックス（Big Tex）やジャイアント・フレイジャー（Giant Frazier）などと名乗って素顔での活動を並行させていたが、1971年からはザ・コンビクトのギミックと完全に決別して素顔となり、テネシー州メンフィスのNWAミッドアメリカ地区に登場。1972年から1975年にかけて一時リングを離れていたものの、1976年の復帰後もテネシーを主戦場に、オーバーオールを身に付けたヘイスタック・カルホーン系のキャラクター、プラウボーイ・フレイジャーとして活動。ファーマーボーイ・スタイルの陽気なベビーフェイスとして、ジャッキー・ファーゴやビル・ダンディーなどの人気選手のパートナーとなった。
1977年からはジェリー・ジャレットがメンフィスで旗揚げした新興プロモーションのCWAに参戦し、デビッド・シュルツ、ジョー・ルダック、モンゴリアン・ストンパー、ロン・バス、ジプシー・ジョーらヒール勢と抗争を展開。アラバマやジョージアなどディープサウスの他地区にも出場し、ジョージアでは1981年1月26日、テッド・デビアスと組んでファビュラス・フリーバーズのマイケル・ヘイズ&テリー・ゴディからNWAナショナル・タッグ王座を奪取。本拠地のCWAではエースのジェリー・ローラーと組み、同年4月6日にメンフィスのミッドサウス・コロシアムにてザ・ファンクスとテキサス・デスマッチで対戦、勝利を収めている。以降もCWAを主戦場に活動を続け、1983年にはザ・コンビクトのギミックを一時的に復活させた。
1985年下期、農夫のギミックはそのままに、アンクル・エルマーと改名してWWFに登場。ヒルビリー・ジム、カズン・ジュニア、カズン・ルークらとユニットを結成して、ハート・ファウンデーション（ブレット・ハート&ジム・ナイドハート）やアイアン・シーク&ニコライ・ボルコフなどのチームと対戦。アンダーカード要員のポジションだったものの、当時グレッグ・バレンタイン&ブルータス・ビーフケーキが保持していたWWF世界タッグ王座にも挑戦した。シングルではジェシー・ベンチュラと抗争、翌1986年4月7日にはレッスルマニア2のロサンゼルス大会にてアドリアン・アドニスとのシングルマッチも組まれた。
1986年5月1日のサタデー・ナイツ・メイン・イベントでのキングコング・バンディ戦を最後にWWFを離れて古巣のCWAに戻り、6月23日にジェリー・ローラーとのコンビでAWA南部タッグ王座を獲得。以降もオースチン・アイドル、トミー・リッチ、ボビー・ジャガーズ、ダッチ・マンテルなどの旧敵と対戦した。キャリア末期の1989年にはCWAの後継団体であるUSWAにも出場している。
晩年はアルコール依存症に陥り、1992年7月1日、腎不全により死去。54歳没。
ジョージ・ボラスのゼブラ・キッドやベンジー・ラミレスのザ・マミーなどと同様、フレイジャーの演じたザ・コンビクトのギミックを真似たレスラーは、彼の引退後や死後も各地に出現した。日本でも平成期に入り、各団体において同名のオマージュレスラーが登場している。

## 得意技
- ビッグ・スプラッシュ[1]
- レッグ・ドロップ[1]
- ベアハッグ[2]
- ネック・ハンギング・ツリー[9]

## 獲得タイトル
NWAミッドアメリカ
- NWA世界タッグ王座（ミッドアメリカ版）：1回（w / デニス・ホール）[19]
- NWA南部タッグ王座（ミッドアメリカ版）：1回（w / ジェリー・ローラー）[20]

コンチネンタル・レスリング・アソシエーション
- AWA南部タッグ王座：3回（w / テリー・ソイヤー、ジェリー・ローラー、カズン・ジュニア）[18]
- CWAスーパーヘビー級王座：2回[21]

ジョージア・チャンピオンシップ・レスリング
- NWAナショナル・タッグ王座：1回（w / テッド・デビアス）[12]